# AMD Quad FX
Платформа AMD Quad FX (также известна как AMD 4x4) — первая игровая платформа Advanced Micro Devices, разработанная совместно с NVIDIA как ответ на Intel Core 2 Quad и состоящая из двух центральных процессоров Athlon 64 FX в исполнении Socket F, чипсета nForce 680a и видеокарт GeForce 8. В 2006 году вышли четырёхъядерные процессоры Intel, выпущенные по 65 нм технологическому процессу. AMD использовала менее «продвинутый» 90 нм техпроцесс, поэтому не смогла представить аналога. Вместо этого калифорнийская компания представила игровую систему, состоящую из двух двухъядерных процессоров Athlon. Единственным представителем этой линейки является Asus L1N64, которая выпускалась в двух вариантах — первая (с префиксом WS) использовала пару Athlon FX и чуть позднее двухъядерные Opteron Santa Rosa, вторая (с префиксом WS/B) — поддерживала новые на тот момент четырёхъядерные Opteron Barcelona. По сути это одна и та же плата, которая отличалась только прошивкой BIOS.

## Технические характеристики
|                          | AMD Athlon 64 FX 70   | AMD Athlon 64 FX 72   | AMD Athlon 64 FX 74   |
| ------------------------ | --------------------- | --------------------- | --------------------- |
| Тактовая частота         | 2600 Mhz              | 2800 Mhz              | 3000 Mhz              |
| Упаковка                 | Socket F (LGA 1207)   | Socket F (LGA 1207)   | Socket F (LGA 1207)   |
| Системная шина           | Hyper-Transport 2 Ghz | Hyper-Transport 2 Ghz | Hyper-Transport 2 Ghz |
| Напряжение питания       | 1.35 — 1.4 V          | 1.35 — 1.4 V          | 1.35 — 1.4 V          |
| Максимальная температура | 56 градусов           | 55 — 63 градуса       | 55 — 63 градуса       |
| L2 Кэш                   | 2x1024 Kb             | 2x1024 Kb             | 2x1024 Kb             |
| TDP                      | 125 W                 | 125 W                 | 125 W                 |
| Технология производства  | 90 нм, SOI            | 90 нм, SOI            | 90 нм, SOI            |

## Дальнейшее развитие
В начале 2007 года AMD представила новую платформу AMD Spider, основанную на полноценном четырехъядерном процессоре AMD Phenom для Socket AM2+, положив конец платформе 4x4. Владельцы Quad FX могут установить два четырехъядерных процессора AMD Opteron (ядро Barcelona), вполне возможно в будущем и процессоры AMD Istanbul и AMD Shanghai.